# Quảng trường Grzybowski

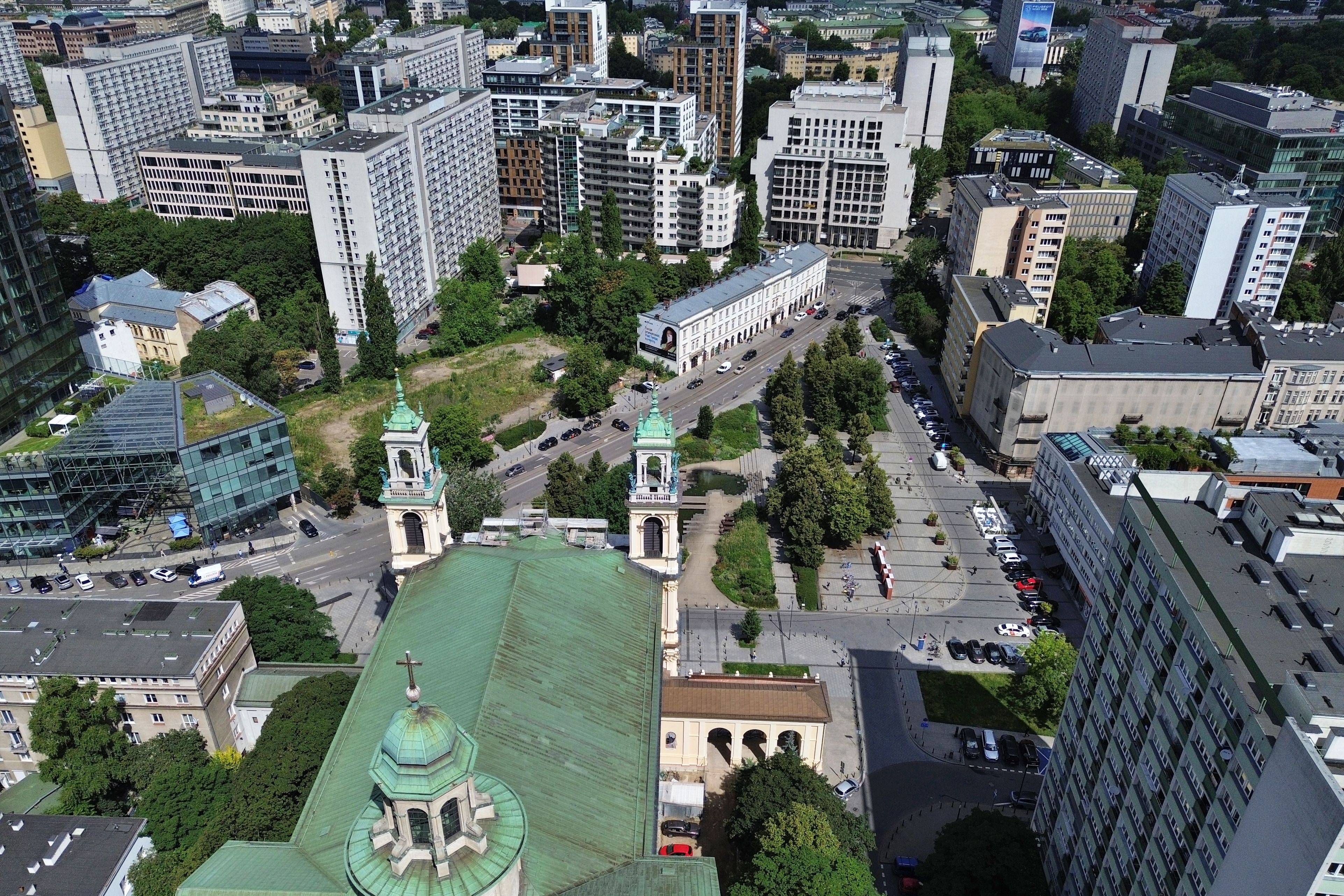
Quảng trường Grzybowski

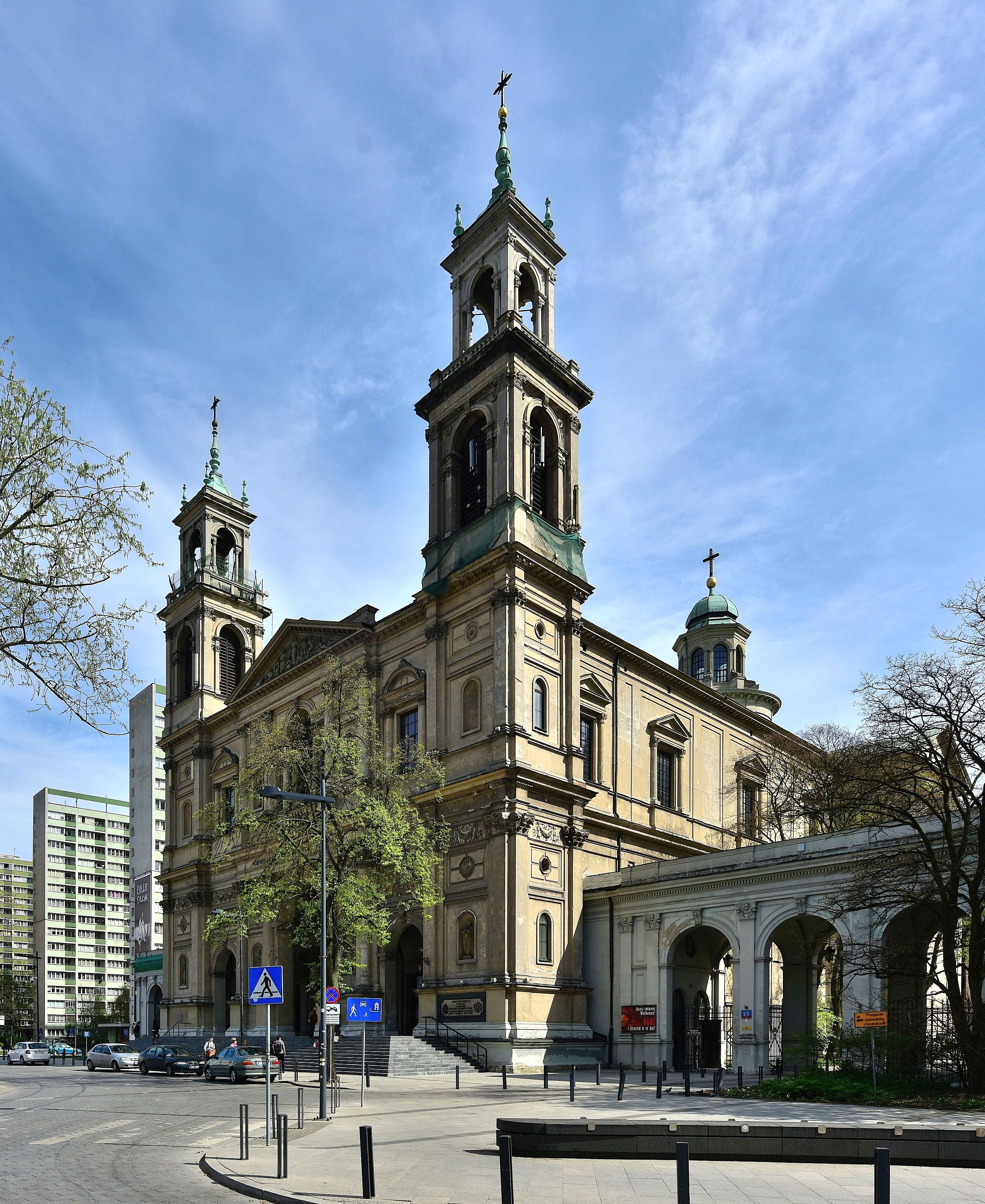
Nhà thờ All Saint

Quảng trường Grzybowski là một quảng trường hình tam giác nằm ở quận Śródmieście (trung tâm thành phố) của Warsaw, Ba Lan. Quảng trường nằm giữa các tuyến đường Twarda, Bagno, Grzybowska và Królewska.

## Lịch sử

### Thế kỷ 17 đến 19

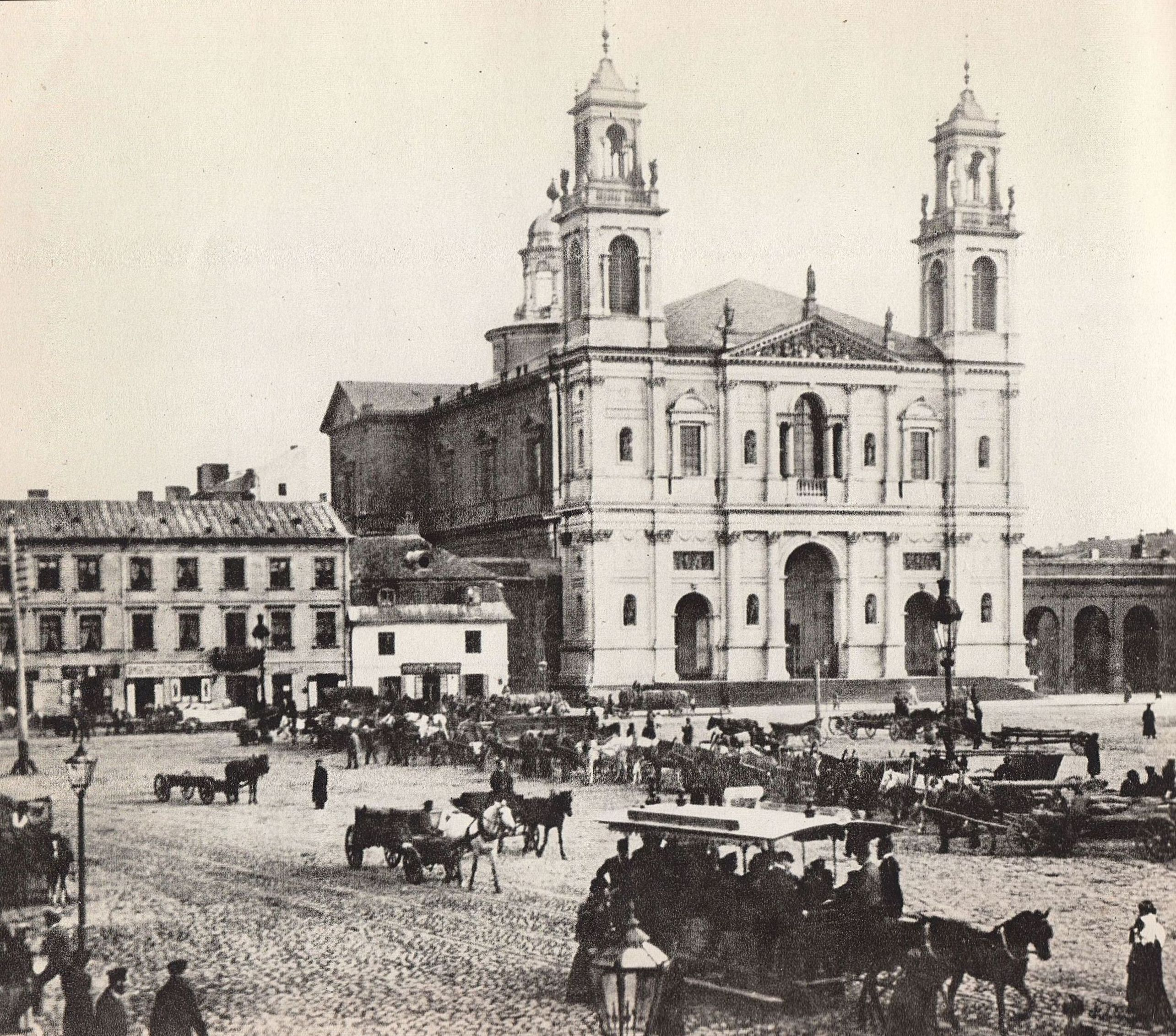
Quảng trường Grzybowski vào cuối thế kỷ 19

Lịch sử của quảng trường bắt đầu từ đầu thế kỷ 17, khi đó nơi đây là một không gian chưa phát triển tại một ngã tư dẫn đến lâu đài Ujazdów, ngôi làng Służewiec và Phố cổ Warsaw. Từ giữa thế kỷ 17 nó đã trở thành quảng trường chính, sau đó trở thành một Jurydyka với cái tên Grzybów đặt theo tên chủ sở hữu, Jan Grzybowski. Từ 1786-87, một tòa thị chính do Karol Schütz thiết kế đã được xây dựng tại nơi này. Năm 1791, nó trở thành một phần của khu vực Warsaw. Tòa nhà tòa thị chính có một nhà tù từ năm 1809 đến 1830. Sau khi phá hủy tòa thị chính, một ngôi chợ ngũ cốc đã được dựng lên tại địa điểm này, kéo dài đến cuối thế kỷ 19. Cũng từ năm 1815, quảng trường dần dần được xây dựng theo phong cách tân cổ điển, với một số tòa nhà được thiết kế bởi các kiến trúc sư nổi tiếng như Antonio Corazzi và Fryderyk Albert Lessel. Nhìn ra quảng trường, các đường phố cũng mang một phong cách, tân cổ điển và từ năm 1830, chợ được gọi là Grzybowski.
Vào ngày 29 tháng 10 năm 1863, trong cuộc nổi dậy tháng giêng, người Nga đã hành quyết một số quân lính nổi dậy ở quảng trường như Franciszek Trzaska, Górski, Filkiewicz và Chojnacki.
Trong thời kỳ này, người Do Thái sống trong khu vực này, và nó nổi tiếng với nhiều cửa hàng nhỏ cung cấp các mặt hàng đồ sắt.
Từ năm 1866, có một tuyến đường vòng chạy qua quảng trường đến Warsaw, vào năm 1880, nó được thay thế bằng xe buýt hai tầng, sau đó là xe ngựa và sau năm 1908 là xe điện. Thậm chí trước đó, vào năm 1855, một cống dẫn nước ở Warsaw mới, được xây dựng và thiết kế bởi Henryk Marconi, đã chảy qua quảng trường. Ánh sáng điện đã đến quảng trường vào năm 1907. Năm 1897, chợ đã được chuyển ra Quảng trường Witkowski (không còn tồn tại) và quảng trường sau đó được lát đá cuội. Thời kỳ giữa chiến tranh không có nhiều thay đổi đáng kể.

### Chiến tranh Thế giới II
Trong cuộc bao vây Warsaw năm 1939, bom và tên lửa rơi xuống quảng trường và một số khu vực xung quanh. Một số ngôi nhà đã bị phá hủy và buộc phải phá hủy vào năm 1940.
Vào tháng 11 năm 1940, Quảng trường Grzybowski là một phần của Warsaw Ghetto và một bức tường ngăn cách khu vực này với phía không phải là người Do Thái. Vào tháng 3 năm 1941, diện tích của Ghetto đã giảm bằng cách đặt một biên giới dọc theo phía đông của quảng trường. Sau khi dọn dẹp Ghetto, vào tháng 8 năm 1942, "khu ổ chuột nhỏ" đã bị đóng cửa và khu vực này sáp nhập cho phần còn lại của dân số Warsaw.
Trong cuộc giao tranh dữ dội trong cuộc nổi dậy Warsaw năm 1944, hai ngôi nhà và một nhà thờ đã bị hư hại một phần, và sau sự sụp đổ của cuộc nổi dậy, người Đức đã đốt cháy khu cực phía tây của quảng trường và đồng thời cũng phá hủy Giáo đường Arona Serdynera.

### Hiện tại

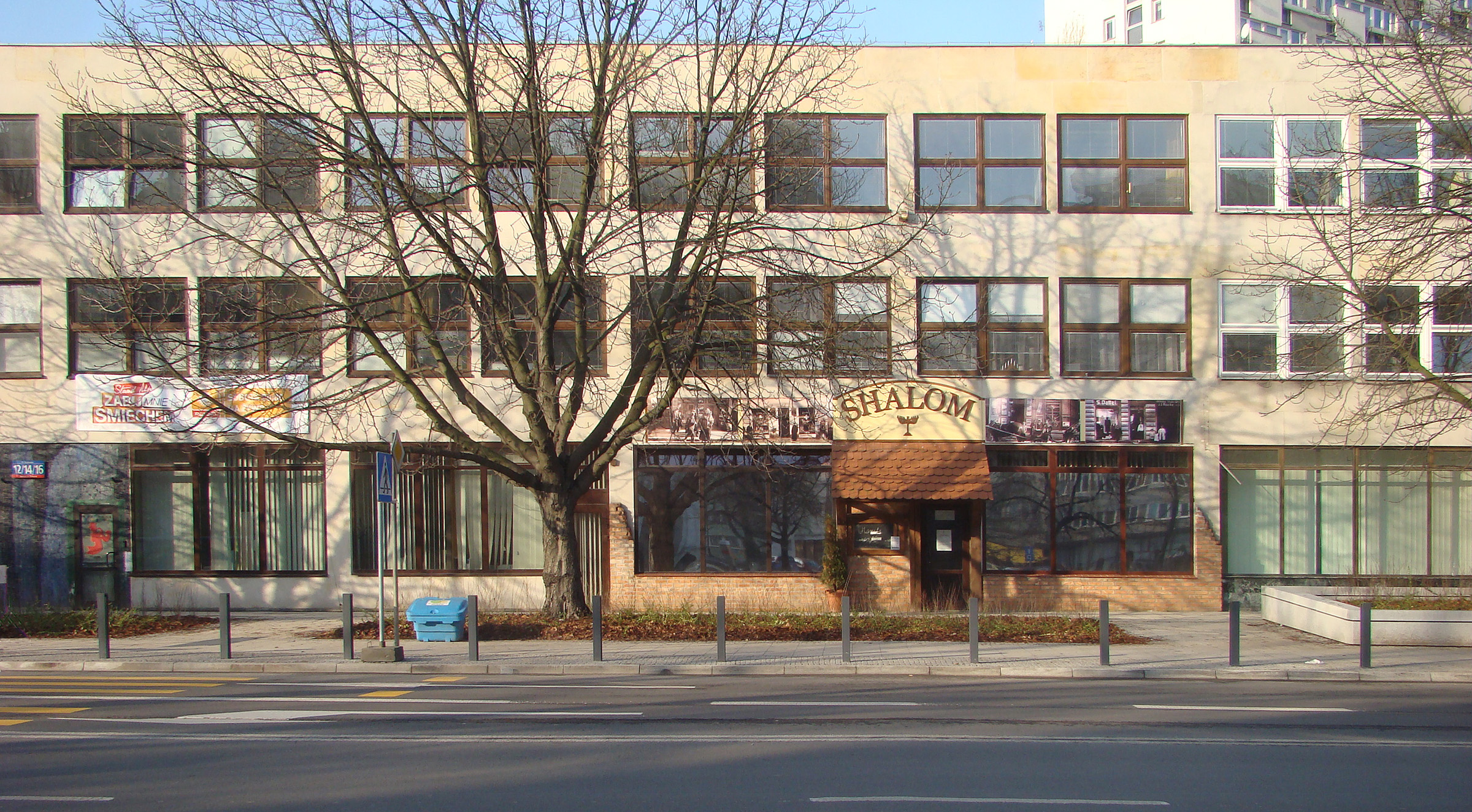
Nhà hát Do Thái mới

Mặc dù kế hoạch tái thiết lại quảng trường sau chiến tranh chỉ là tái thiết một phần nhà thờ và tạo nên một ngôi chợ theo lối hiện thực vĩ đại, nhiều ngôi nhà và tòa nhà đã bị phá hủy và chỉ có Phố Próżna tồn tại từ khu ổ chuột cũ. Nhà thờ được xây dựng lại và từ năm 1966 đến 1967, và một Nhà hát Do Thái hậu hiện đại mới được thiết kế bởi Bohdan Pniewski, đã được xây dựng. Giáo đường không được xây dựng lại, và ở vị trí của nó là tòa nhà chung cư Cosmopolitan Twarda 2/4. Có một tượng đài Ba Lan dưới lòng đất ở trung tâm quảng trường.
Các tuyến xe điện không còn tồn tại nhưng vẫn còn vài dấu vết trong Quảng trường Grzybowski được phục hồi từ năm 2009-2011 như một lời nhắc nhở về chúng vẫn hiển thị.
Một đài tưởng niệm sự kiện người Ba Lan đã cứu người Do Thái trong Thế chiến II dự kiến sẽ được xây dựng vào năm 2015. Tượng đài, được thiết kế bởi Piotr Musialowski, Paulina Pankiewicz và Michał Adamchot sẽ được tài trợ bởi nhà nước và thành phố.